# Supermarine S.6
Supermarine S.6 là một loại thủy phi cơ đua của Anh trong thập niên 1920, do hãng Supermarine chế tạo.

## Quốc gia sử dụng
Anh Quốc
- Không quân Hoàng gia

## Tính năng kỹ chiến thuật (N247)
Đặc điểm tổng quát
- Kíp lái: 1
- Chiều dài: 25 ft 10 in ()
- Sải cánh: 30 ft ()
- Chiều cao: 12 ft 3 in ()
- Diện tích cánh: 145 ft² ()
- Trọng lượng rỗng: 4.471 lb ()
- Trọng lượng có tải: 5.771 lb ()
- Động cơ: 1 × Rolls-Royce R, 1.900 hp (1.417 kW)

 Hiệu suất bay 
- Vận tốc cực đại: 328 mph (529 km/h)